# Liste des records d'Asie de cyclisme sur piste
Les records d'Asie de cyclisme sur piste sont les meilleures performances réalisées par des pistards asiatiques et homologuées par la Confédération asiatique de cyclisme.

## Hommes
| Épreuve                                         | Record   | Cycliste                                                       | Pays     | Date              | Compétition           | Lieu                        | Ref   |
| ----------------------------------------------- | -------- | -------------------------------------------------------------- | -------- | ----------------- | --------------------- | --------------------------- | ----- |
| Sprint sur 200 mètres, départ lancé             | 9.548    | Azizulhasni Awang                                              | Malaisie | 29 février 2020   | Championnats du monde | Berlin, Allemagne           | [ 1 ] |
| Kilomètre contre-la-montre, départ arrêté       | 1:00.017 | Seiichiro Nakagawa                                             | Japon    | 7 décembre 2013   | Coupe du monde        | Aguascalientes, Mexique     | [ 2 ] |
| Sprint sur 750 mètres par équipes départ arrêté | 42.790   | Kazuki Amagai Tomohiro Fukaya Yudai Nitta                      | Japon    | 6 décembre 2019   | Coupe du monde        | Cambridge, Nouvelle-Zélande | [ 3 ] |
| Poursuite individuelle sur 4 000 mètres         | 4:15.889 | Kazushige Kuboki                                               | Japan    | 14 septembre 2019 | Championnats du Japon | Izu, Japon                  | [ 4 ] |
| Poursuite par équipes sur 4 000 mètres          | 3:52.956 | Ryo Chikatani Shunsuke Imamura Kazushige Kuboki Keitaro Sawada | Japon    | 26 février 2020   | Championnats du monde | Berlin, Allemagne           | [ 5 ] |

## Femmes
| Épreuve                                         | Record    | Cycliste                                                  | Pays         | Date             | Compétition           | Lieu                              | Ref    |
| ----------------------------------------------- | --------- | --------------------------------------------------------- | ------------ | ---------------- | --------------------- | --------------------------------- | ------ |
| Sprint sur 200 mètres, départ lancé             | 10.387    | Lee Wai Sze                                               | Hong Kong    | 14 décembre 2019 | Coupe du monde        | Brisbane, Australie               | [ 6 ]  |
| Contre-la-montre sur 500 mètres, départ arrêté  | 33.296    | Lee Wai Sze                                               | Hong Kong    | 6 décembre 2013  | Coupe du monde        | Aguascalientes, Mexique           | [ 7 ]  |
| Sprint sur 500 mètres par équipes départ arrêté | 32.034 RM | Gong Jinjie Zhong Tianshi                                 | Chine        | 18 février 2015  | Championnats du monde | Saint-Quentin-en-Yvelines, France | [ 8 ]  |
| Poursuite individuelle sur 3 000 mètres         | 3:34.198  | Lee Ju-mi                                                 | Corée du Sud | 18 février 2018  | Championnats d'Asie   | Nilai, Malaisie                   | [ 9 ]  |
| Poursuite par équipes sur 3 000 mètres          | 3:23.083  | Jiang Fan Jiang Wenwen Liang Jing                         | Chine        | 5 avril 2012     | Championnats du monde | Melbourne, Australie              | [ 11 ] |
| Poursuite par équipes sur 4 000 mètres          | 4:22.138  | Yuya Hashimoto Kie Furuyama Yumi Kajihara Kisato Nakamura | Japon        | 17 février 2018  | Championnats d'Asie   | Nilai, Malaisie                   | [ 12 ] |